# Glory Road
Glory Road è un film del 2006 diretto da James Gartner.

## Trama
Don Haskins è un allenatore giovane e ambizioso, insegna pallacanestro a delle ragazzine in un liceo. Un giorno gli viene proposto di allenare i Texas Western Miners, la squadra maschile del college di El Paso, Texas. La squadra è messa male, sia a livello agonistico sia economico, così Haskins decide di investire di tasca propria andando alla ricerca di giovani talenti sparsi per gli Stati Uniti.
La squadra viene formata da cinque bianchi e sette afroamericani, che non sono ben visti a causa della mentalità razzista di quegli anni. Nonostante tutti i problemi, la squadra dei Texas Western Miners fa un'eccezionale regular season nel campionato 1965-66 con 23 vittorie e 1 sola sconfitta, centrando così l'ingresso al Torneo NCAA 1966 ("National Collegiate Athletic Association"). In finale la squadra incontrò quella della Università del Kentucky e, schierando un quintetto base di soli giocatori di colore, la batté con il punteggio di 72–65.

## Distribuzione

### Edizione Italiana
La direzione del doppiaggio italiano è di Massimiliano Manfredi, su testi a cura di Valerio Piccolo, per conto della C.V.D. La sonorizzazione, invece, venne affidata alla Technicolor Sound Services.